# Jean l'Aleman
 (mai 2025).
Jean l'Aleman, mort après 1264, est un croisé d'origine allemande. Il est le fils aîné de Garnier l'Aleman, bailli de Jérusalem, probablement issu de la famille noble allemande d'Egisheim dans l'actuelle Alsace, et de son épouse Pavie Embriaco. Cette dernière, issue de la famille Embriaco, est la fille d'Hugues III Embriaco, seigneur du Gibelet, et de son épouse Étiennette de Milly.
Il épouse Marguerite Brisebarre, fille et héritière de Jean Brisebarre, seigneur de Césarée, et de son épouse Alix de Montaigu, et devient ainsi seigneur de Césarée de jure uxoris. De ce mariage naissent trois enfants :
- Hugues l'Aleman, mort en 1264 d'une chute du cheval ;
- Nicolas l'Aleman, qui épouse Isabelle d'Ibelin, qui succède à ses parents et est assassiné en 1277 ;
- Thomas l'Aleman, qui épouse Agnès de Blanchegarde, fille de Raoul Brisebarre, seigneur de Blanchegarde, et qui devient seigneur-titulaire de Césarée après son frère.

La première mention de Jean en tant que seigneur de Césarée est dans les Assises de Jérusalem de Jean d'Ibelin. Il y écrit que son cousin Jean, seigneur de Césarée, a refusé la régence du royaume en 1243, et à la place, la Haute cour de Jérusalem l'a donnée à la reine Alix de Champagne-Jérusalem. Étant donné que son beau-père, Jean de Césarée, était mort, il s'agissait par conséquent d'une référence à Jean l'Aleman.
En avril 1249, Jean et sa femme vendent six casalia près d'Acre aux Chevaliers teutoniques, dont deux qu'il tenait en héritage de sa mère. En 1253, ils vendent Al-Damun et plusieurs villages à proximité, près d'Acre, aux Hospitaliers pour 12 000 besants. En 1255, ils vendent de nouveau aux Hospitaliers tout ce qu'ils possèdent à Acre, ainsi que deux autres casalia. À cette occasion, ils ont été acceptés dans l'ordre en tant que « confrater » et « consoror ». Une partie de l'argent des ventes aux Hospitaliers a été utilisée pour payer la dot de la femme de son frère Hugues, Isabelle de Termonde, de la famille des seigneurs d'Adelon. Isabelle confirme le paiement d'une partie de la dot dans un acte de 1259.
En 1254, après le départ de Saint Louis et de la septième croisade, Jean et quelques autres barons du royaume écrivent une lettre à Henri III d'Angleterre pour lui demander de l'aide. Il est désigné dans la lettre comme « Jean Asa, grand seigneur de Césarée » (« Johannes Asa magnus dominus Césareae »).
En 1257, Jean approuve et confirme un traité conclu par le bailli Jean d'Ibelin, seigneur d'Arsouf, avec les citoyens de la ville commerçante d'Ancône.
Il n'apparait plus dans les archives contemporaines, mais est encore en vie en 1264, lorsque son fils aîné Hugues, « l'héritier de Césarée », est mort lors d'une chute de son cheval. Son second fils, Nicolas, lui succède ensuite en tant que seigneur de Césarée. Selon les Lignages d'Outremer, Jean et Marguerite ont un troisième fils prénommé Thomas. 
Jean est peut-être encore vivant lorsque le sultan d'Égypte Baybars a conquis Césarée pour la dernière fois en 1265. Dans ce cas, il doit s'être réfugié à Chypre, où les seigneurs de Césarée ont par la suite résidé.